# Prosthaphaeresis
Prosthaphaeresis era um algoritmo usado no final do século XVI e início do XVII para aproximar um produto usando fórmulas da trigonometria. 25 anos antes da invenção dos logaritmos, em 1614, esta era a única forma conhecida que podia ser largamente utilizada para aproximar o resultado de uma multiplicação rapidamente. Seu nome vem do grego prosthesis e apharesis que significam "adição" e "subtração" que são dois passos do processo.